# Rhipsalis pilocarpa
Rhipsalis pilocarpa é uma espécie de planta do gênero Rhipsalis e da família Cactaceae.

## Taxonomia
A espécie foi descrita em 1903 por Johan Albert Constantin Löfgren.

## Forma de vida
É uma espécie epífita, herbácea e suculenta.

## Descrição
| Caule                    | Caule                                    |
| ------------------------ | ---------------------------------------- |
| aréola adulta            | espinescente                             |
| artículo                 | cilíndrico                               |
| artículo distal          | sempre terminal                          |
| crescimento dos artículo | determinado/determinado somente no ápice |
| vértice                  | liso                                     |
| Flor                     |                                          |
| aréola florífera         | glabra                                   |
| corola                   | campanulada                              |
| filete                   | branco                                   |
| flor                     | distal                                   |
| pericarpelo              | emerso                                   |
| pericarpelo              | menor que os segmento do perianto        |
| segmento do perianto     | branco                                   |
| Fruto                    |                                          |
| aréola                   | presente                                 |
| formato                  | globoso/ovoide                           |
| pericarpo                | vermelho/roxo                            |

## Conservação
A espécie faz parte da Lista Vermelha das espécies ameaçadas do estado do Espírito Santo, no sudeste do Brasil. A lista foi publicada em 13 de junho de 2005 por intermédio do decreto estadual nº 1.499-R.

## Distribuição
A espécie é encontrada nos estados brasileiros de Espírito Santo, Minas Gerais, Paraná, Rio de Janeiro e São Paulo.
Em termos ecológicos, é encontrada no domínio fitogeográfico de Mata Atlântica, em regiões com vegetação de mata ciliar, floresta ombrófila pluvial e mata de araucária.